# الدحايمة (كعيدنة)

تعديل مصدري - تعديل

الدحايمة هي إحدى قرى عزلة الثلث بمديرية كعيدنة التابعة لمحافظة حجة، بلغ تعداد سكانها 128 نسمة حسب تعداد اليمن لعام 2004.